# Spirostreptus pygidialis
Spirostreptus pygidialis är en mångfotingart som beskrevs av Christoph D. Schubart 1944. Spirostreptus pygidialis ingår i släktet Spirostreptus och familjen Spirostreptidae. Inga underarter finns listade i Catalogue of Life.